# Petalophthalmus liui
Petalophthalmus liui är en kräftdjursart som beskrevs av Wang 1998. Petalophthalmus liui ingår i släktet Petalophthalmus och familjen Petalophthalmidae. Inga underarter finns listade i Catalogue of Life.